# Махек, Вацлав
Ва́цлав Ма́хек (чеш. Václav Machek); 8 ноября 1894, Бродек близ Милетина — 26 мая 1965, Брно) — чешский лингвист.

## Биография
Вацлав Махек был профессором Университета им. Яна Эвангелисты Пуркине в Брне на кафедре славистики и сравнительного языкознания. Занимался сравнительной индоевропеистикой и мифологией, балтистикой, и особенно этимологией. Являлся членом Чехословацкой академии наук. Был награждён Орденом труда (чеш. Řád práce) .

## Научные труды
К важнейшим работам Махека относятся «Чешские и словацкие названия растений» (чеш. Česká a slovenská jména rostlin) и «Этимологический словарь чешского языка» (чеш. Etymologický slovník jazyka českého). Некоторые свои работы Махек опубликовал по-французски.